# Stade Eryaman
Le stade Eryaman, nom officiel Ankara Eryaman Stadyumu est un stade basé à Ankara (Turquie). Il est utilisé pour les rencontres de football du MKE Ankaragücü et du Gençlerbirliği SK et remplace l'ancien stade du 19-Mai d'Ankara construit en 1936. Le stade a une capacité de 22 000 places assises.

## Histoire
Le stade Eryaman fait partie du projet de rénovation des stades en Turquie, pour remplacer le stade du 19-Mai d'Ankara construit en 1936. En 2014, il était prévu de construire deux nouveaux stades à Ankara, un de 40 000 places et un de 15 000 places. Le plus petit stade serait construit en banlieue à Eryaman, l'autre sur le site de l'ancien stade. En 2016 commencent les travaux à Eryaman, le deuxième projet est finalement abandonné, changeant la capacité du stade d'Eryaman à 20 000 places. Plus tard la capacité sera encore modifiée pour 22 000 places.
Initialement le stade était prévu pour le club Ankaraspor dont le président était également le maire de la ville d'Ankara. En 2017, le maire se retire et son club reste dans l'Osmanlı Stadı. En 2018, le stade du 19-Mai d'Ankara est démoli et ses deux clubs résidents MKE Ankaragücü et Gençlerbirliği SK sont désignés pour jouer leurs matchs dans le nouveau stade.
Pour satisfaire les deux clubs, les sièges de la tribune principale sont rouge et noir, les couleurs du Gençlerbirliği SK, ceux des trois autres tribunes sont bleu et jaune, les couleurs du MKE Ankaragücü.
Le stade est inauguré le 21 janvier 2019 avec la rencontre de la 19e journée de Süper Lig entre MKE Ankaragücü et Alanyaspor, remportée par les visiteurs 2 à 0 devant 13 270 spectateurs.